# María José Martínez Sánchez
Martínez  Sánchez est un nom espagnol. Le premier nom de famille, en général paternel, est Martínez ; le second, en général maternel, souvent omis, est Sánchez.
Pour les articles homonymes, voir Martínez et Sánchez.
Ne pas confondre avec Cecilia Martinez, Conchita Martínez, Conchita Martínez Granados, Arantxa Sánchez Vicario, María Antonia Sánchez Lorenzo, également joueuses de tennis.
María José Martínez Sánchez, née le 12 août 1982 à Yecla, est une joueuse de tennis espagnole, professionnelle de 1996 à 2020.
À ce jour, elle a remporté cinq tournois en simple et vingt-et-un tournois en double sur le circuit WTA.

## Style de jeu
Le jeu de l’Espagnole est atypique et varié. Gauchère, ses montées au filet, changements de rythme et amorties perturbent la plupart des joueuses et en font une adversaire plus particulièrement efficace sur terre battue, surface sur laquelle elle a remporté quatre de ses cinq titres en simple au cours de sa carrière.

## Carrière tennistique
En Grand Chelem, ses meilleures performances en simple sont cinq troisièmes tours, atteints en 2008 et en 2011 à Wimbledon (défaite à chaque fois face à Venus Williams) et, en 2009, à l'Open d'Australie (battue par sa compatriote Carla Suárez Navarro), à Roland-Garros et l'US Open (par Serena Williams).
En 2008, elle dispute sa première finale à l'Open d'Espagne où elle est dominée par Maria Kirilenko, non sans avoir sorti la favorite de l'épreuve, Shahar Peer, au 1er tour.
À l'occasion du Tournoi de Bogota en 2009, elle décroche à 26 ans le premier titre en simple de sa carrière, battant en finale l'Argentine Gisela Dulko ; elle s'impose également la même semaine dans l'épreuve de double avec Nuria Llagostera Vives. La même année, en juillet, elle s'impose aussi à l'Open de Suède face à la tête de série numéro un, Caroline Wozniacki.
En mai 2010, dans un tableau où sont présentes neuf des dix meilleures joueuses mondiales, elle triomphe dans l'un des plus prestigieux tournois WTA du calendrier, aux Internationaux d'Italie, face à Jelena Janković (7-65, 7-5) en finale, en confirmant ses bonnes sensations de la semaine. Après avoir battu au deuxième tour Francesca Schiavone (6-2, 6-2), puis la tête de série numéro 2 Caroline Wozniacki (6-4, 6-2), après Lucie Šafářová et enfin Ana Ivanović en demie (7-66, 6-4), le tout sans perdre le moindre set.
María José Martínez Sánchez a gagné quinze tournois WTA en double dames pendant sa carrière, dont les Masters de fin d'année en 2009 aux côtés de sa compatriote Nuria Llagostera Vives.

## Parcours en «Premier Mandatory» et «Premier 5»
Découlant d'une réforme du circuit WTA inaugurée en 2009, les tournois WTA « Premier Mandatory » et « Premier 5 » constituent les catégories d'épreuves les plus prestigieuses, après les quatre levées du Grand Chelem.